# محوطه ممد اروشی
محوطه ممد اروشی مربوط به اوایل دوران دوران‌های تاریخی پس از اسلام است و در شهرستان نمین، بخش مرکزی، روستای اوج بلاغ واقع شده و این اثر در تاریخ ۲۴ تیر ۱۳۸۲ با شمارهٔ ثبت ۹۱۵۵ به‌عنوان یکی از آثار ملی ایران به ثبت رسیده است.